# 江鶴
江鶴號松亭，為中國清朝武官官員，本籍福建。行伍出身的江鶴於1830年（道光10年）奉旨接替孫得發，於台灣地區擔任澎湖水師協副將。而隸屬台灣鎮之下的此官職職等為正二品，是台灣清治時期的這階段，扼守台灣海峽的重要武將，並統帥兩標水營，數千名水師兵勇。
| 前任： 孫得發 | 澎湖水師協副將 1830年上任 | 繼任： 楊武鎮 |